# Krull (Film)
Krull ist ein Fantasyfilm von Regisseur Peter Yates und Filmproduzent Ron Silverman aus dem Jahr 1983. Die Hauptdarsteller sind Ken Marshall als Prinz Colwyn und Lysette Anthony als Prinzessin Lyssa.
Erwähnenswert sind aus heutiger Sicht der Soundtrack von James Horner und Auftritte damals vergleichsweise unbekannter Schauspieler wie Liam Neeson oder Robbie Coltrane.

## Handlung
„Dies ward mir zu wissen gegeben … viele Welten wurden versklavt durch das Unbeschreibliche Ungeheuer und seine Armee, die Slayers … Und auch dies ward mir zu wissen gegeben … Einst wird das Unbeschreibliche Ungeheuer auch auf unsere Welt kommen … die Welt, die wir Krull nennen … Und seine Schwarze Festung wird die Berge überragen, der Rauch brennender Dörfer den Himmel verdunkeln und die Schreie der Sterbenden werden durch verlassene Täler hallen … Aber eins kann ich nicht wissen … Ob die Prophezeiung wahr werde, dass ein Mädchen von uraltem Namen zur Königin gekrönt wird und sich einen König wählen wird … und dass sie gemeinsam unsere Welt regieren werden…  und dass ihr Sohn dereinst die Galaxis beherrschen wird.“

Die Welt Krull wird vom Unbeschreiblichen Ungeheuer und seiner Armee, den Slayern, welche in der Schwarzen Festung durch die Galaxie reisen, besetzt. Prinz Colwyn und Prinzessin Lyssa, Thronfolger zweier verfeindeter Königreiche, haben sich dazu entschlossen, die Ehe einzugehen, um ein Bündnis zu bilden, das stark genug sein würde, das Ungeheuer zu bezwingen.
Am Hochzeitstag dringen jedoch die Slayer in das Schloss von König Eirig, dem Vater von Lyssa, ein, zerstören es und verschleppen die Prinzessin in ihre Festung.
Colwyn, der einzige Überlebende dieses Angriffes, macht sich mit Hilfe des Eremiten Ynyr auf, seine Braut zu befreien. Ihr erstes Ziel sind die Lavahöhlen, in denen sich das sagenumwobene Fünfklingenschwert befinden soll.
Dieses Schwert ist eine uralte und mystische Waffe, die Colwyn aus dem Lavastrom der Höhle, hoch oben in den Berggipfeln, holt. Mit dem Schwert begeben sich Ynyr und Colwyn zum Smaragdgrünen Propheten, da die Schwarze Festung bei jedem Morgengrauen ihren Standort auf Krull wechselt und nur der blinde Seher in Erfahrung bringen kann, wo sie sich am darauffolgenden Tag befinden wird.
Unterwegs treffen die beiden auf Ergo den Prächtigen, einen Selbstverzauberer („Klein an Statur, groß an Macht, immer dicht am großen Ziel und von enormer Weitsicht“), den Zyklopen Rell und den Räuber Torquil mit seiner Bande, die sich Colwyn und Ynyr anschließen, als sie erkennen, dass vor ihnen der künftige König steht.
Ein Formwandler – eine Kreatur des Ungeheuers – tötet den Propheten und nimmt dessen Gestalt an, um Prinz Colwyn ebenfalls umbringen zu können. Rell, der den leblosen Körper des Sehers findet, kommt dem zukünftigen König zu Hilfe.
Da der Seher getötet wurde, sind die Männer nun gezwungen, einen weitaus gefährlicheren Weg zu gehen, um in Erfahrung zu bringen, wo sich die Festung am darauffolgenden Morgen befinden wird. Ynyr begibt sich in die Höhle der „Witwe im Netz“, deren uralten Namen auszusprechen den sicheren Zugang zur Mitte des Spinnennetzes, in dem sie lebt, gewährt. Der Zugang wird ihm gewährt, da er sie an ihre Gemeinsamkeiten sowie seine immerwährende Liebe erinnert hat, und aufgrund der Tatsache, dass auch die Witwe im Netz einst unter dem Namen Lyssa bekannt war.
Im Zentrum des Spinnennetzes bittet er Lyssa, ihm den Standort des Unbeschreiblichen Ungeheuers mitzuteilen, den sie auf Kosten ihres eigenen Lebens verrät. Nachdem er seinen Gefährten offenbart hat, dass die Schwarze Festung am kommenden Tag in der Eisenwüste des Planeten zu finden ist, stirbt auch Ynyr.
Da diese Wüste jedoch tausend Meilen entfernt liegt, zähmen die Männer Flammenrosse, die schnellsten Pferde auf Krull, um vor der Dämmerung in der Festung zu sein.
In der Festung trifft Colwyn auf das Unbeschreibliche Ungeheuer, kann es jedoch nicht mit Hilfe des Fünfklingenschwertes töten. Nur das Feuer der Liebe, das bei der Hochzeitszeremonie von Colwyn und Lyssa ausgetauscht wurde, bringt die Kreatur um. Die Gefährten können noch rechtzeitig entfliehen, bevor sich die Schwarze Festung vollständig zerstört.

„Und ein Mädchen von uraltem Namen soll Königin sein, sich einen König wählen und gemeinsam werden sie die Welt regieren… Und ihr Sohn wird dereinst die Galaxis beherrschen.“

## Bemerkungen
- Für den amerikanischen Markt wurde die Stimme von Lysette Anthony, die Prinzessin Lyssa verkörpert, von der Amerikanerin Lindsay Crouse nachgesprochen, da angenommen wurde, dass die Stimme einer unbekannten amerikanischen Schauspielerin beim Publikum besser ankommen würde als die einer unbekannten britischen Schauspielerin.
- Gedreht wurde an 23 verschiedenen Sets in den Pinewood Studios westlich von London.
- Der Sumpf, durch den die Gefährten mit dem Smaragdgrünen Propheten waten, wurde komplett in einem der Pinewood Studios geschaffen. Dafür wurden z. B. ein zweieinhalb Meter tiefer Tümpel und diverse Treibsand-Löcher angelegt. In einem weiteren Studio wurde die Höhle geschaffen, in der das Fünfklingenschwert liegen sollte, einschließlich der Wände aus flüssiger Lava.
- Die Schlussszenen in der Schwarzen Festung wurden von drei Teams vor elf unterschiedlichen Kulissen gedreht und im Frühsommer 1982 beendet.
- Die Flammenrösser sind in Wirklichkeit Clydesdalepferde. Die Reise der Gefährten auf ihnen wurde in den Abruzzen aufgenommen.
- Das Fünfklingenschwert ist eine Art Bumerang in Form eines Sterns, das über ausfahrbare Klingen verfügt.
- Der Film wurde alternativ unter den Titeln The Dungeons of Krull („Die Kerker von Krull“) sowie Krull: Invaders of the Black Fortress („Krull: Invasoren der Schwarzen Festung“) veröffentlicht.
- Die Deutschlandpremiere fand am 28. Oktober 1983 statt.

## Einspielergebnis und Kritik
Der 27 Millionen US-Dollar teure Fantasyfilm kam am 29. Juli 1983 in die amerikanischen Kinos. Am Eröffnungswochenende spielte er in den USA 5,47 Millionen US-Dollar ein. Insgesamt spielte er weltweit nur 16,9 Millionen US-Dollar ein.

„Der Film ist ein kurzweiliges Fantasyspektakel, das nicht aus der Retorte stammt und noch mit handgemachten Effekten zu begeistern weiß.“

„Excalibur meets Star Wars – Verschwenderisch in Szene gesetzt.“

„Dank inszenatorischer Qualitäten keine der genreüblichen seelenlosen Materialschlachten, sondern weitgehend spannende Unterhaltung.“

„Sichtbar teuer, aber öde: Lustlos kupfert Thriller-Ass Peter Yates („Bullitt“) bei Klassikern wie „Das zauberhafte Land“ oder „Krieg der Sterne“ ab. Tricks und Masken erinnern an trashige „Herkules“-Filme, nur fehlt deren unfreiwilliger Witz.“